# Saint-Martin-l'Heureux
Saint-Martin-l'Heureux é uma comuna francesa na região administrativa do Grande Leste, no departamento de Marne. Estende-se por uma área de 13.66 km², e possui 86 habitantes, segundo o censo de 2018, com uma densidade de 6.3 hab/km².